# 張蘊道
張蘊道（？—？），字君聘，山西太原府石州寧鄉縣人，民籍，明朝政治人物。

## 生平
嘉靖三十一年（1552年）壬子科山西鄉試第三十一名舉人，嘉靖三十八年（1559年）中式己未科會試第一百五十名，三甲第二百零八名進士。授徽州府推官，官至工部屯田司郎中。

## 家族
曾祖張賢，壽官；祖父張翱，義官；父張文，母武氏；繼母王氏。严侍下。